# Якторівський потік
Я́кторівський поті́к — річка в Україні, в межах Золочівського району Львівської області. Ліва притока Перегноївки (басейн Західного Бугу). 

## Опис
Довжина 12 км. Площа басейну 57,7 км². Річкова долина широка і неглибока. Річка рівнинного типопу. 

## Розташування
Бере початок біля села Якторів, при північно-західних схилах Гологорів. Тече спершу на північний захід, далі — на північ та північний схід. Впадає до Перегноївки на схід від села Перегноїв. 
Притоки: невеликі потічки та меліоративні канали. 